# Golfo Aranci
Golfo Aranci település Olaszországban, Szardínia régióban, Olbia-Tempio megyében. Lakosainak száma 2365 fő (2023. január 1.). Golfo Aranci Olbia községgel határos.

## Népesség
A település lakossága az elmúlt években az alábbi módon változott:
| Lakosok száma | 2436 | 2473 | 2365 |
|               | 2016 | 2018 | 2023 |